# 메리 위도우 (1934년 영화)
메리 위도우(The Merry Widow)는 미국에서 제작된 에른스트 루비치 감독의 1934년 뮤지컬, 코미디, 멜로/로맨스 영화이다. 모리스 슈발리에 등이 주연으로 출연하였고 어빙 탈버그 등이 제작에 참여하였다.

## 출연

### 주연
- 모리스 슈발리에
- 자넷 맥도널드

### 조연
- 에드워드 에버렛 홀튼
- 우나 머켈
- 조지 바비어
- 미나 곰벨
- 러스 채닝
- 스테링 할러웨이
- 도널드 믹
- 허먼 빙
- 헨리 아메타
- 지타 바카
- 조지 박스터
- 쉬러 브롬리
- 타일러 브룩
- A.S. 팝 바이런
- 리처드 칼
- 노라 세실
- 셜리 챔버스
- 레인 챈들러
- 클로디아 콜먼
- 지노 카라도
- 질 데넷
- 폴 엘리스
- 버지니아 필드
- 크리스찬 J. 프랭크
- 오토 프라이즈
- 빌리 길버트
- 도로시 그레인저
- 로저 그레이
- 윈터 홀
- 톰 허버트
- 아서 호스만
- 페리 어빈스
- 레오니드 킨스케이
- 바바라 레너드
- 조지 J. 루이스
- 카릴 링컨
- 자크 로리
- 조지 매그릴
- 에릭 메인
- 존 스킨스 밀러
- 페르디난드 무니어
- 웨즈우드 노웰
- 프랭크 오코너
- 앨버트 폴렛
- 러스 포웰
- 루시엔 프라이벌
- 찰스 레쿼
- 제이슨 로바즈 시니어
- 드웨이 로빈슨
- 셜리 로스
- 매티 루버트
- 헥터 세르노
- 롤프 세던
- 프랭크 쉐리던
- 아킴 타미로프
- 모건 월리스
- 루아나 월터스
- 도로시 윌슨

## 제작진
- 각색: 마르셀 아샤르
- 각색: 에른스트 루비치